# Jahmir Hyka
Jahmir Hyka (8 de març de 1988, Tirana, Albània) és un futbolista migcampista albanès que va debutar als 16 anys al Dinamo Tirana. Ha jugat amb el Panionios NFC i amb la selecció de futbol d'Albània. Va signar amb el club grec el 2010, quan jugava al Mainz 05. Des del 2011 juga amb el FC Luzern de Suïssa. Amb només 1,69 m i 57 kg, ha estat sobrenomenat el “Maradona albanès”.